# Mohamed Ag Najem
Mohamed Ag Najem nacido a finales de los años 50 en el Adrar de los Iforas es un tuareg maliense, desde el 15 de octubre de 2011 jefe militar del Movimiento Nacional para la Liberación del Azawad. Fue coronel del ejército de Libia hasta 2011. 

## Biografía
Nacido a finales de la década de 1950 en el Adrar de los Iforas. Su padre de la tribu Kel Adagh, fue asesinado por el ejército maliense durante la rebelión tuareg en 1963. A los 20 años fue reclutado como voluntario en el ejército libio de Gaddafi. 
Después de un breve entrenamiento militar en el campamento del 2 de marzo, luchó en el Líbano y luego en Chad durante la década de 1980 en la Legión Islámica.
Sirvió en Libia y en Chad antes de regresar a Malí para participar en la rebelión tuareg de 1990, liderada por Iyad Ag Ghaly antiguo compañero en la Legión Islámica. A continuación, regresó a Libia rechazando el acuerdo de paz firmado entre el Gobierno de Malí y los rebeldes tuareg. Se convirtió en un coronel del ejército libio y fue puesto a cargo de una unidad de élite en Sabha en el sur de Libia. Participó en la batalla de Bani Walid con el asedio por parte de los insurgentes del Consejo Nacional de Transición (2011),  y posteriormente abandonó Libia con sus tropas regresando a Malí, estableciendo dos campamentos en la región de Kidal.
Junto a varios oficiales que abandonaron Malí, se convirtió en jefe militar del Movimiento Nacional de Liberación del Azawad y lanzó los ataques contra Ménaka, Aguelhoc y Tessalit el 17 y 18 de enero de 2012.
Fue considerado uno de los líderes de la nueva rebelión tuareg y enemigo de Malí.
El 17 y 21 de mayo de 2014, dirigió las fuerzas del MNLA durante la segunda y tercera batalla de Kidal, que vio la victoria de las fuerzas rebeldes contra el ejército de Malí.
Del 26 al 28 de octubre de 2014, los secretarios generales y oficiales del MNLA, el HCUA y el MAA se renieron en Anéfis y el 29 anunciaron el establecimiento de una coordinación militar que agrupa a las fuerzas militares de los tres movimientos. Está compuesto por diez oficiales y Mohamed Ag Najem toma el mando de él.
En enero de 2015 el MNLA y el MAA negociaron con el apoyo de la MINUSMA un acuerdo para prevenir la escalada de la violencia con el gobierno de Malí. Pero en 2018 una parte importante del territorio del MNLA fueron ocupados por las milicias islamistas.